# Andy Myers
Pour les articles homonymes, voir Myers.
Andrew John Myers, couramment appelé Andy Myers, est un footballeur puis entraîneur anglais, né le 3 novembre 1973 à Hounslow, Angleterre. Évoluant au poste de défenseur, il est principalement connu pour ses saisons à Chelsea et Bradford City, ainsi que pour avoir été international anglais espoirs. Il était l'entraîneur principal de l'équipe de développement de Chelsea, en poste de juillet 2019 jusqu'à l'été 2022, puis entraîneur technique des joueurs de l'équipe A de Chelsea partis en prêt de l'été 2022 à novembre 2023. Actuellement, il est entraîneur assistant à Millwall et est en place depuis novembre 2023.

## Biographie

### Carrière de joueur
Andy Myers dispute 117 matchs en Premier League, inscrivant trois buts. Il joue également six matchs en Coupe des coupes, sans toutefois prendre part à la finale remportée par le club de Chelsea en 1998.

### Carrière internationale
Avec les moins de 20 ans, il participe à la coupe du monde des moins de 20 ans en 1993. Lors du mondial junior organisé en Australie, il joue quatre matchs, contre la Corée du Sud, les États-Unis, le Mexique et l'Australie. Les Anglais se classent troisième de ce mondial.